# Allang al niet meer
Allang al niet meer is een lied van de Algerijns-Franse rapper Boef. Het werd in 2019 als single uitgebracht.

## Achtergrond
Allang al niet meer is geschreven door Julien Willemsen en Sofiane Boussaadia en geproduceerd door Jack $hirak. Het is een lied uit het genre nederhop. In het lied wordt het lied Aan de andere kant van de heuvels van Ramses Shaffy en Liesbeth List uit 1970 gesampled. Het nummer gaat over het succes van de rapper en dat de liedverteller vindt dat hij het niveau van andere rappers is ontstegen. De single heeft in Nederland de gouden status.

## Hitnoteringen
De rapper had verschillend succes met het lied in de hitlijsten van het Nederlands taalgebied. Het piekte op de eerste plaats van de Single Top 100 en stond één week op deze positie. Het is hiermee de negende nummer 1-hit van de rapper in deze hitlijst. In totaal stond het vijf weken in de Single Top 100. In de Vlaamse Ultratop 50 stond het één week genoteerd, waarop het op de 49e plek stond. De Nederlandse Top 40 werd niet bereikt; hier kwam het tot de twaalfde plaats van de Tipparade.